# Orgnac-l'Aven
Orgnac-l'Aven är en kommun i departementet Ardèche i regionen Auvergne-Rhône-Alpes i sydöstra Frankrike. Kommunen ligger  i kantonen Vallon-Pont-d'Arc som ligger i arrondissementet Largentière. År 2022 hade Orgnac-l'Aven 566 invånare.

## Befolkningsutveckling
Antalet invånare i kommunen Orgnac-l'Aven
Referens: INSEE

## Galleri

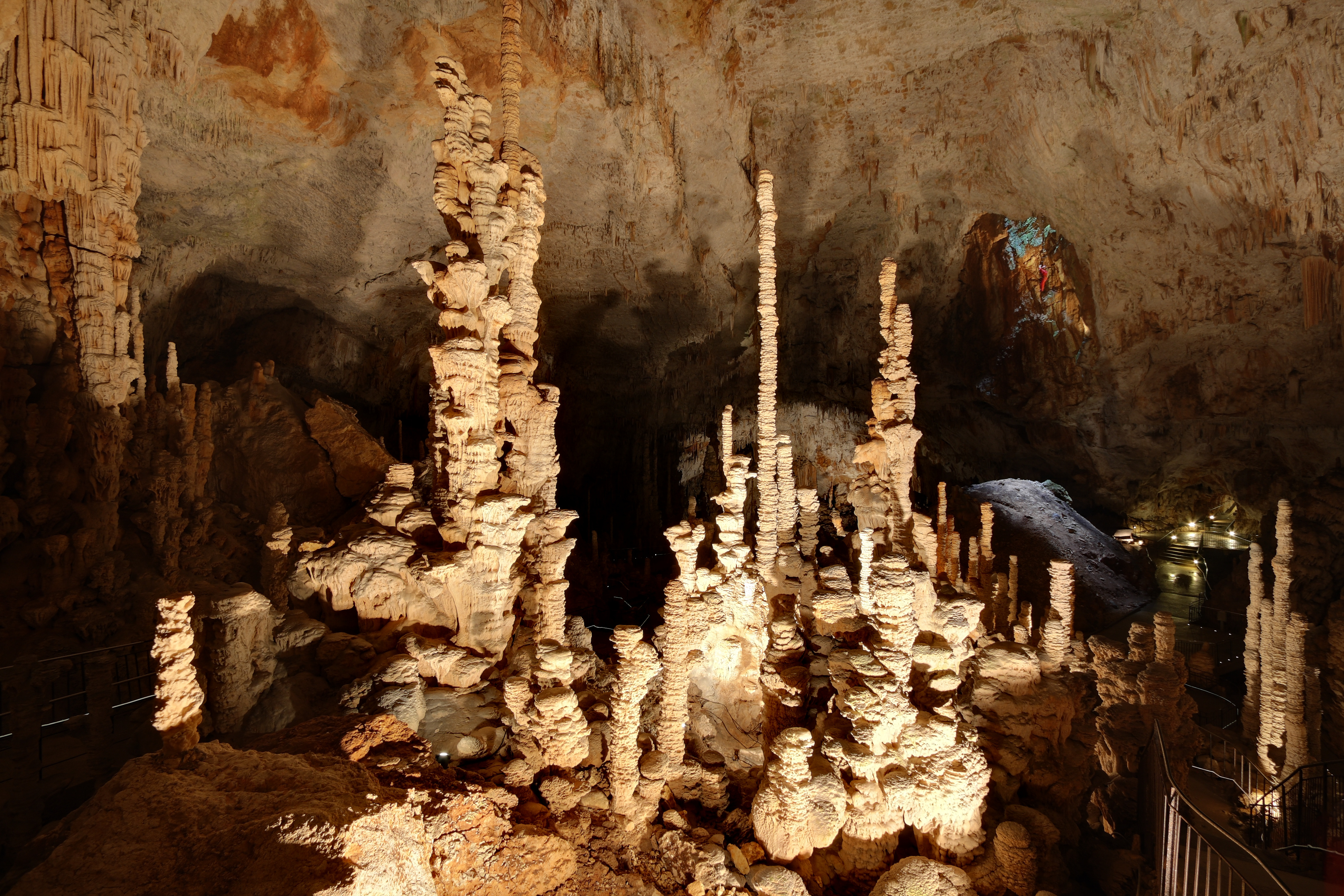
Grottan Aven d'Orgnac.